# Цинциннати Кид
«Цинциннати Кид» — кинофильм.

## Сюжет
Фильм рассказывает историю Эрика Стоунера (по прозвищу Цинциннати Кид), который был игроком в покер во времена начала Великой депрессии, который пытался стать лучшим в своём деле и добиться успеха. Чтобы получить уважение других игроков, ему пришлось бросить вызов Лэнси «Мену» Говарду, старому игроку, который, по мнению многих, был лучшим. Он известен тем, что умеет обмануть соперника, даже если у того на руках все нужные для победы карты.
Сценарий, основанный на романе Ричарда Джессупа, был написан Терри Саузерном и Рингом Ларднером-младшим (это был первый его сценарий с тех пор, как его исключили из «Голливудской десятки» Чёрного списка Голливуда в 1947 году) .

## О фильме
Фильм был поставлен Норманом Джуисоном со Стивом Маккуином в главной роли и Эдвардом Дж. Робинсоном в роли Лэнса Говарда. Джуисон, который заменил в начале съёмок Сэма Пекинпу, назвал фильм «лентой, позволившей превратиться (ему) из „гадкого утёнка“ в прекрасного лебедя». Он благодарен фильму за то, что эта кинолента дала ему возможность перейти от лёгких и комичных фильмов, которые он делал раньше, к более серьёзным работам. Фильм получил смешанные отзывы критиков, а актёры Робинсон и Блонделл получили за свои роли номинации на мелкие кинонаграды.

## В ролях
- Стив Маккуин — Цинциннати Кид
- Энн-Маргрет — Мелба
- Эдвард Дж. Робинсон — Лэнси Говард
- Карл Молден — Шутер
- Рип Торн — Слэйд
- Джоан Блонделл — Леди Финджерс
- Тьюсдей Уэлд — Кристиан
- Джефф Кори — Хобан
- Кэб Кэллоуэй — Уэллер

В титрах не указаны
- Джон Харт — игрок в покер
- Бёрт Мастин — старик в бильярдной